# Шлях до медалей
«Шлях до медалей» яп. 甦れ魔女 — спільний радянсько-японський фільм, знятий в жанрі спортивної драми режисерами Дзюн'я Сато і Микитою Орловим у 1980 році. Фільм розповідає про дружбу і спортивне суперництво молодих волейболісток Японії та Радянського Союзу, про їх підготовку до  Олімпійських ігор в Москві.

## Сюжет
1976 рік. Олімпіада в Монреалі. Фінал жіночого волейбольного турніру CPCP — Японія. Московська школярка Таня не відриває очей від екрана телевізора. А в далекій Японії, в маленькому містечку, її ровесниця Мегумі слухає радіорепортаж з Канади. Дві дівчинки, закохані в волейбол. У кожної — своя доля. Мегумі втрачає батька і матір. Вона залишається одна, і тренер шкільної команди, який отримав запрошення тренувати волейболісток фірми «Акіцу», бере Мегумі з собою… Молодий тренер Михайло Каменецький, побачивши Таню на змаганнях юніорів, запрошує її грати у «Сибірячці». Через деякий час «Сибірячка» перетворюється в одного з лідерів радянського волейболу. Незабаром Мегумі й Таня починають грати в збірних командах своїх країн. Ми бачимо, як з цих двох дівчаток виростають зірки світового волейболу. Але в житті кожної з них настає перелом… Мегумі на одному з тренувань отримує серйозну травму і на час розлучається з волейболом. Радянська збірна програє волейболісткам Куби на чемпіонаті світу. Таня болісно переживає гіркоту поразки. Вона вважає, що зробила помилку, присвятивши себе волейболу, і йде зі спорту. Каменецький, чуйний вихователь, намагається допомогти Тані повернути їй віру в її талант волейболістки. Попереду — Олімпіада-80. Каменецький і Таня приїжджають до Мегумі. Ця зустріч допомагає обом дівчатам знайти нові сили. Вони розуміють, що спорт — їх покликання. І як би не було важко, вони повинні тренуватися, грати, боротися за спортивну честь своїх країн.

## У ролях
- Тетяна Ташкова —  Таня Карпова, волейболістка
- Валерій Рижаков —  Михайло Васильович Каменецький, тренер «Сибірячки»
- Інара Гулієва —  Світлана Сергєєва, капітан збірної СРСР
- Анатолій Ромашин —  Микола Сергійович Тверцов, тренер збірної СРСР
- Олексій Мокроусов —  Іван, друг Тані
- Михайло Боярський —  Михайло Бартенєв, співак/чоловік Тані
- Софія Пилявська —  бабуся Тані
- Лілія Захарова —  тренер
- Олександра Євграфова —  Ольга, капітан «Сибірячки»
- Олександр Юшин —  епізод
- Наталія Табакова —  Ніна, дружина Івана
- Борис Гусаков —  Олександр Іванович
- Вероніка Ізотова —  лікар команди
- Валентина Пугачова —  чергова готелю
- Мегумі Ісогай — Мегумі Мікі, волейболістка
- Тацуя Міхасі — Кендзо Масуда, член Федерації волейболу Японії
- Терухіко Сайго — Сьохей Йосіока, тренер «Акіцу»
- Тецуро Тамба — Сакакібара, президент «Акіцу»
- Тамао Накамура — мати Мегумі
- Хірохіса Наката — Марумото, помічник президента «Акіцу»
- Фусае Йокоте — Суміе Такахасі, волейболістка
- Маюмі Кікуті — Ійо Томідзава, волейболістка
- Хітомі Ногуті — Тецуко Андо, волейболістка
- Сатіко Кіта — Юмі Кобаясі, волейболістка
- Ейко Асакава — Санае Секі, волейболістка
- Мідзухо Судзукі — Камінага, лікар

## Знімальна група
- Режисер — Дзюн'я Сато, Микита Орлов
- Продюсер — Сюн'їті Тоїсі, Цуне Ябе
- Автор сценарію — Хіро Мацуда, Юрій Лакербай, Анатолій Степанов
- Оператор — Хіросі Намікі, Еміль Гулідов
- Художник — Тетяна Лапшина
- Композитор — Олексій Рибников